# کویشیکاوا

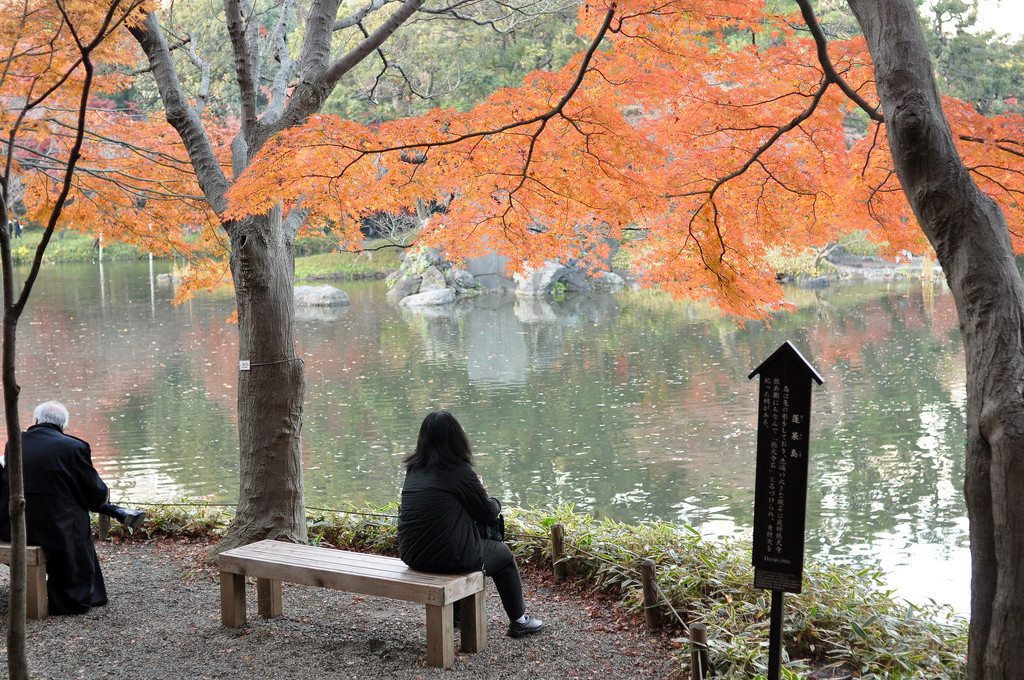
باغ کویشیکاوا در محلهٔ کویشیکاوا

کویشیکاوا (به ژاپنی: 小石川 Koishikawa) یکی از محله‌های توکیو پایتخت ژاپن است که در منطقهٔ بونکئو واقع شده است.

## ایستگاه راه‌آهن
- متروی توئی، خط اوادو، (Iidabashi)ایستگاه ایداباشی (E06)
- جی آر، خط چوئو-سوبو، ایستگاه ایداباشی

## نگارخانه

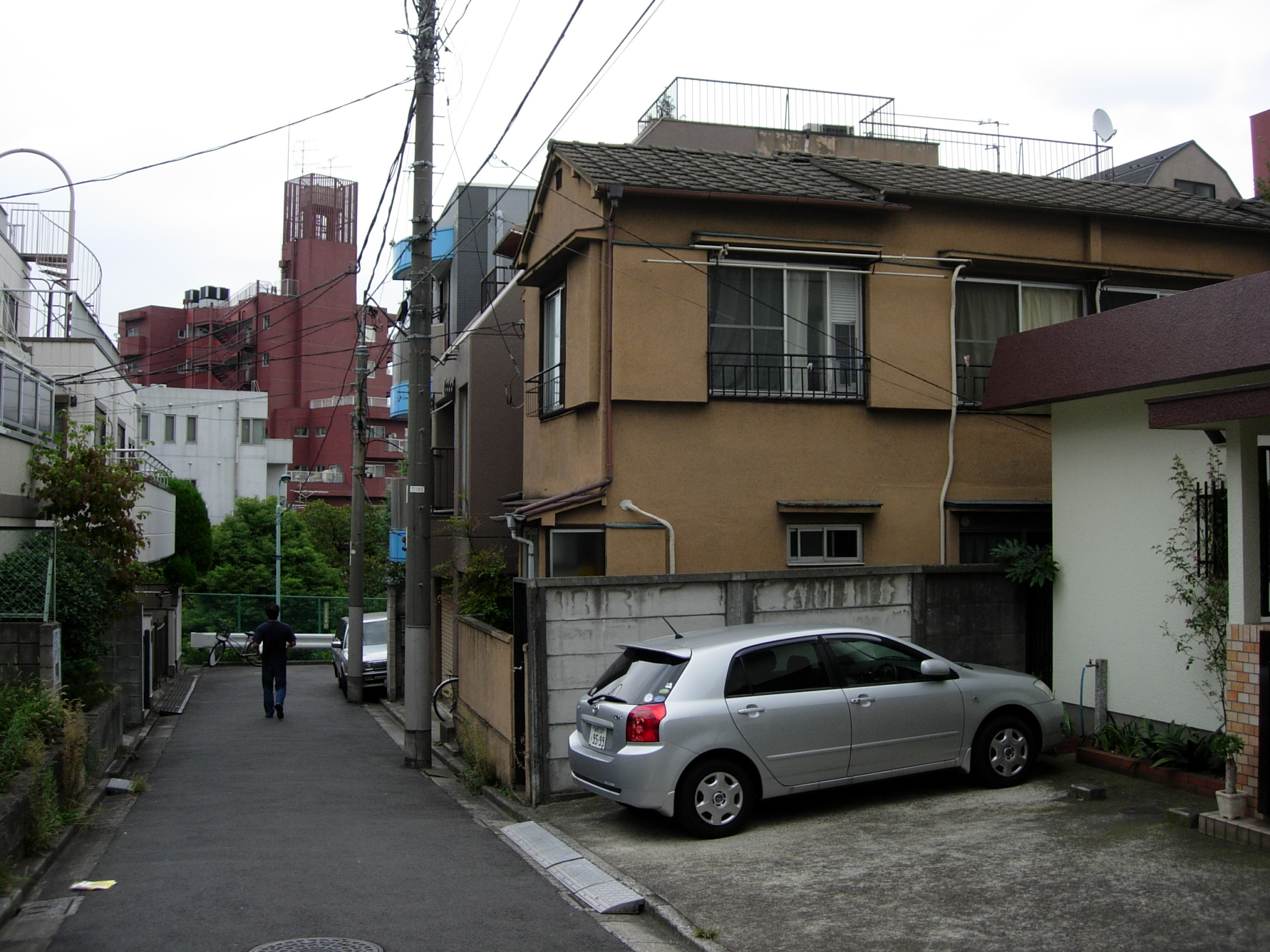